# Solid Edge
Solid Edge ist ein 2D/3D-CAD-System von Siemens PLM Software.

## Beschreibung
Solid Edge verwendet als Modellierkern den Parasolid-Kern aus dem gleichen Hause. Die erste Version von Solid Edge wurde im November 1995 der Öffentlichkeit vorgestellt.
Das Programm gehört zu jenen CAD-Systemen, die direkt für Windows entwickelt und nicht als Portierung von einer anderen Plattform übernommen wurden. Die ursprüngliche Entwicklung stammt von Intergraph. Bis zu Version 4 wurde der Modellierkern ACIS von Spatial verwendet, der ab Version 5 gegen den Parasolidkern von Unigraphics Solutions ersetzt wurde.
Ab der Version 18 lassen sich einfache Finite-Elemente-Berechnungen direkt mittels des integrierten Moduls Femap Express ausführen. Mit Erscheinen der Version Solid Edge ST2 (November 2009) ist auch eine erweiterte FEA-Funktionalität in dem neuen Modul Solid Edge Simulation verfügbar.
Der Hersteller UGS wurde Anfang 2007 von Siemens übernommen.
Es existiert auch eine Studentenversion, deren Datenformat jedoch nicht mit der kommerziellen Version kompatibel ist. Damit kann man Daten einer kommerziellen Version öffnen, jedoch wird beim Speichern die Datei in das Format der Studentenversion überführt und ist damit in einer kommerziellen Version nicht mehr lesbar. Mit der Freigabe der ST4 von Solid Edge gibt es auch eine Testversion zum Download. Dies ermöglicht es, Solid Edge 45 Tage lang zu testen.
Mit der ST6 startete Siemens ein neues Vertriebsmodell und bietet Solid Edge auch zur Miete an. Ab der Version ST9 kann die Lizenzierung sowie das Sichern der Einstellungen auch über die Cloud erfolgen.
Die Solid-Edge-Version ST8MP3 unterstützte offiziell Windows 10, obwohl, so die Nutzer, das Interface immer noch eher an Windows XP orientiert ist.
Mit der ST10 wurde der Solid Edge Viewer verabschiedet. Mit der Free2D-Lizenz können nun sämtliche Solid Edge Dateien geöffnet werden, zum Messen und Betrachten.
In unregelmäßigen Abständen erscheinen durch die Siemens sogenannte „Maintenance Packs“ (abgekürzt MP). Kunden mit einem Wartungsvertrag können diese Maintenance Packs im Siemens Portal herunterladen.

## Module

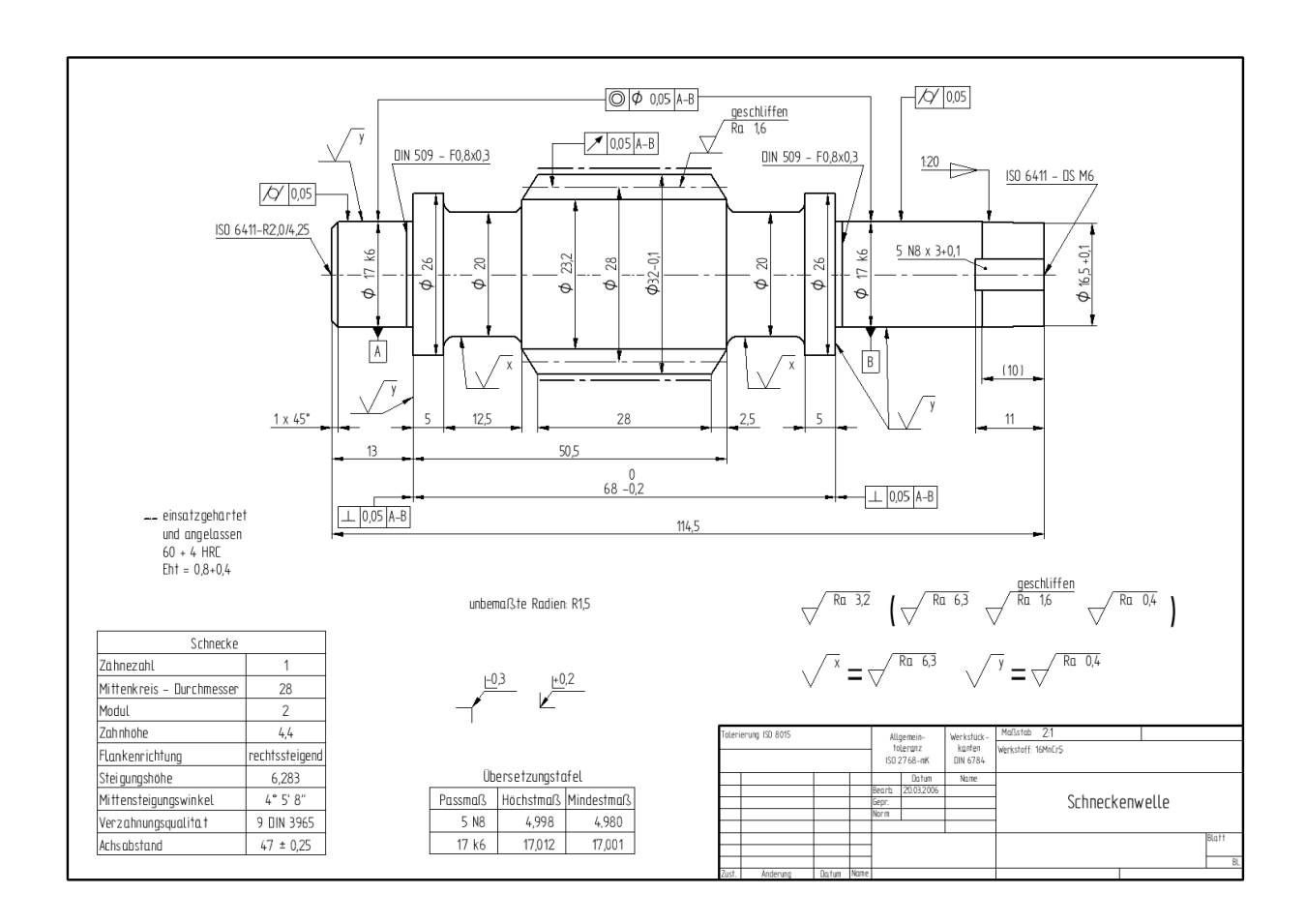
Mit Draft erstellte Technische Zeichnung

Solid Edge bietet eine Vielzahl an Basismodulen an, die für die verschiedensten Aufgaben eines Konstrukteurs Werkzeuge zur Verfügung stellen:
- Part (Teilemodellierung; Dateiendung: „.par“)
- Sheet Metal (Blechteilmodellierung und Abwicklung; Dateiendung: „.psm“)
- Assembly (Baugruppen, Konstruktion im Zusammenbau, Schweißen; Dateiendung: „.asm“)
- Weldment (Umgebung zum Schweißen; Dateiendung: „.pwd“, Funktionen sind auch in der Assemblyumgebung vorhanden) (wird nicht mehr weiterentwickelt)
- Draft (Erstellen einer technischen Zeichnung; Dateiendung: „.dft“)
- Synchronous Technology (ST) bezeichnet eine neuartige historienlose Bauteil- bzw. Baugruppenmodellierung. Diese Methodik zum Erstellen und Ändern steht derzeit für Part, Sheet Metal und Assembly zur Verfügung.

Weitere Module (abhängig von der Lizenz):
- Engineering Reference (Erstellen und Berechnungen von: Zahnrädern, Federn, Nockenscheiben und Wellen)
- FEMAP Express (FEM-Berechnungen)
- StandardParts (Verschraubungen)
- Feature Recognizer (Formelementerkennung von Fremddaten, ab ST3 gestrichen wegen besserer Funktionsweise mit Synchronous Technologie)
- Virtual Studio + (Erstellen von gerenderten Bildern) → Seit der aktuellen Version (ST7) gibt es KeyShot, Virtual Studio+ gibt es nur bis einschließlich ST6
- Frame Design (Erstellen von Rahmenkonstruktionen)
- Wire Harness (Erstellen von Kabelsträngen in Baugruppen)
- XpresRoute (Erstellen von Rohrleitungen bzw. Rohrstücken)
- Solid Edge Simulation (erweiterte FEM-Berechnungsmöglichkeiten, verfügbar ab Version ST2)
- Solid Edge Flow (Strömungssimulation, verfügbar ab ST10)
- Solid Edge Generative Design (Optimierung von Gewicht und Festigkeit durch berechnete Topologie, verfügbar ab ST10)
- Solid Edge TechPublications (Für eine Technische Dokumentation)
- Solid Edge Free 2D & Viewer ist kostenlos in der Installation der ST10 enthalten, diese muss nur aktiviert werden.

## Versionshistorie
| Version / UGS                           | V1        | V2     | V3     | V3.5   | V4     | V5     | V6     | V7        | V8        | V9           | V10                  | V11                  | V12                  | V14          | V15          | V16          | V17          | V18          | V19       | V20       |
| --------------------------------------- | --------- | ------ | ------ | ------ | ------ | ------ | ------ | --------- | --------- | ------------ | -------------------- | -------------------- | -------------------- | ------------ | ------------ | ------------ | ------------ | ------------ | --------- | --------- |
| Zertifizierte Microsoft Betriebssysteme | NT3.5; 95 | NT; 98 | NT; 98 | NT; 98 | NT; 98 | NT; 98 | NT; 98 | NT; 98    | NT; 98    | NT; 98; 2000 | 98; ME; 2000; NT; XP | 98; ME; 2000; NT; XP | 98; ME; 2000; NT; XP | 2000; NT; XP | 2000 SP4; XP | 2000 SP4; XP | 2000 SP4; XP | 2000 SP4; XP | XP        | XP-Vista  |
| System                                  | 32 Bit    | 32 Bit | 32 Bit | 32 Bit | 32 Bit | 32 Bit | 32 Bit | 32 Bit    | 32 Bit    | 32 Bit       | 32 Bit               | 32 Bit               | 32 Bit               | 32 Bit       | 32 Bit       | 32 Bit       | 32 Bit       | 32/64 Bit    | 32/64 Bit | 32/64 Bit |
| Veröffentlichung der englischen Version | 9.5.1995  | 1996   | 1996   | 1997   | 1997   | 1998   | 1999   | 14.7.1999 | 26.4.2000 | 15.12.2000   | 2001                 | 22.1.2002            | 31.7.2002            | 21.3.2003    | 19.12.2003   | 14.8.2004    | 3.5.2005     | 9.12.2005    | 5.10.2006 | 4.9.2007  |

| Version / Siemens                        | ST1                | ST2                | ST3                | ST4                | ST5               | ST6                | ST7                | ST8                            | ST9                    | ST10                             |
| ---------------------------------------- | ------------------ | ------------------ | ------------------ | ------------------ | ----------------- | ------------------ | ------------------ | ------------------------------ | ---------------------- | -------------------------------- |
| Zertifizierte Microsoft Betriebssysteme  | WinXP-WinVista     | WinXP-WinVista     | WinXP-Win7         | WinVista-Win7      | WinVista-Win7     | Win7-Win8.1        | Win7-Win8.1        | Win7-Win8.1 (Win10(1511-1603)) | Win7-Win10 (1511-1703) | Win7-Win10 (1511- )              |
| System                                   | 32bit / 64bit      | 32bit / 64bit      | 32bit / 64bit      | 32bit / 64bit      | 32bit / 64bit     | 32bit / 64bit      | 64 Bit             | 64 Bit                         | 64 Bit                 | 64 Bit                           |
| Zertifizierte Microsoft Office Versionen |                    |                    |                    |                    | 2007              | 2007               | 2010–2013          | 2010–2013                      | 2010SP2-2016           | 2013–2016                        |
| Veröffentlichung der englischen Version  | 21. Oktober 2008   | 2. Oktober 2009    | 13. Oktober 2010   | 18. August 2011    | 20. Juli 2012     | 24. Juli 2013      | 8. August 2014     | 5. Juni 2015                   | 15. Juli 2016          | 30. Juli 2017                    |
|                                          |                    |                    |                    |                    |                   |                    |                    |                                |                        |                                  |
| MP1                                      | 17. Oktober 2008   | 6. November 2009   | 3. Dezember 2010   | 24. Oktober 2011   | 1. Oktober 2012   | 23. September 2013 | 26. September 2014 | 27. August 2015                | 1. September 2016      | 27. September 2017               |
| MP2                                      | 12. Dezember 2008  | 8. Januar 2010     | 20. Januar 2011    | 29. November 2011  | 4. Dezember 2012  | 18. Oktober 2013   | 10. November 2014  | 13. Oktober 2015               | 17. Oktober 2016       | 30. Oktober 2017                 |
| MP3                                      | 21. Januar 2009    | zurückgezogen      | 2. März 2011       | 30. Januar 2012    | 29. Januar 2013   | 25. November 2013  | 15. Dezember 2014  | 16. November 2015 (Win10)      | 30. November 2016      | 29. November 2017                |
| MP4                                      | 20. Februar 2009   | 15. März 2010      | 18. April 2011     | 21. März 2012      | 25. Februar 2013  | 27. Januar 2014    | 2. Februar 2015    | 18. Januar 2016                | 23. Januar 2017        | 13. Februar 2018 (zurückgezogen) |
| MP5                                      | 25. März 2009      | 20. April 2010     | 10. Mai 2011       | 11. Mai 2012       | 12. März 2013     | 3. März 2014       | 17. März 2015      | 22. Februar 2016               | 15. März 2017          | 22. Februar 2018 (zurückgezogen) |
| MP6                                      | 24. April 2009     | 21. Mai 2010       | 17. Juni 2011      | 5. Juni 2012       | 22. April 2013    | 14. April 2014     | 7. April 2015      | 28. März 2016                  | 17. April 2017         | 16. April 2018                   |
| MP7                                      | 29. Mai 2009       | 2. Juli 2010       | 28. Juli 2011      | 16. Juli 2012      | 28. Mai 2013      | 19. Mai 2014       | 18. Mai 2015       | 4. Mai 2016                    | 10. Mai 2017           | 9. Mai 2018                      |
| MP8                                      | 26. Juni 2009      | 6. August 2010     | 12. September 2011 | 26. September 2012 | 24. Juni 2013     | 7. Juli 2014       | 22. Juni 2015      | 13. Juni 2016                  | 26. Juni 2017          | 12. Juni 2018                    |
| MP9                                      | 6. August 2009     | 10. September 2010 | 14. November 2011  | 7. November 2012   | 23. Oktober 2013  | 28. Juli 2014      | 4. September 2015  | 28. Juli 2016                  | 8. August 2017         | 25. Juli 2018                    |
| MP10                                     | 18. September 2009 | 25. Oktober 2010   | 16. Januar 2012    | 19. Dezember 2012  | 16. Dezember 2013 | 15. September 2014 | 5. Oktober 2015    | 23. August 2016                | 5. September 2017      | 12. September 2018               |
| MP11                                     | 23. Oktober 2009   | 23. Dezember 2010  | 29. Februar 2012   | 25. Februar 2013   | 28. April 2014    | 20. November 2014  | 11. Februar 2016   | 10. Oktober 2016               | 16. Oktober 2017       | 29. Oktober 2018                 |
| MP12                                     | 20. November 2009  | 4. März 2011       | 18. Juni 2012      | 19. April 2013     |                   | 5. Januar 2015     |                    | 1. Februar 2017                | 10. November 2017      | 10. Dezember 2018                |
| MP13                                     | 4. Februar 2010    |                    |                    |                    |                   | 9. Februar 2015    |                    |                                | 30. Januar 2018        | 25. April 2019                   |
| MP14                                     |                    |                    |                    |                    |                   | 28. April 2015     |                    |                                | 5. März 2018           |                                  |
| MP15                                     |                    |                    |                    |                    |                   |                    |                    |                                | 20. Juni 2018          |                                  |
| Reales Support Ende                      | 4. Februar 2010    | 4. März 2011       | 18. Juni 2012      | 19. April 2013     | 28. April 2014    | 28. April 2015     | 11. Februar 2016   | 1. Februar 2017                | 20. Juni 2018          | 25. April 2019                   |
|                                          |                    |                    |                    |                    |                   |                    |                    |                                |                        |                                  |
| Offizielles Secondlevel Support Ende     | 21. Januar 2010    | 2. Januar 2011     | 13. Januar 2012    | 18. November 2012  | 20. Oktober 2013  | 24. Oktober 2014   | 8. November 2015   | 5. September 2016              | 15. Oktober 2017       | 30. Oktober 2018                 |

| Version / Siemens                        | Solid Edge 2019                          | Solid Edge 2020                | Solid Edge 2021   |
| ---------------------------------------- | ---------------------------------------- | ------------------------------ | ----------------- |
| Zertifizierte Microsoft Betriebssysteme  | Win10 1709 (Win7-Win8.1 nicht supportet) | Win10 Version 1709 oder später |                   |
| System                                   | 64 Bit                                   | 64 Bit                         | 64 Bit            |
| Zertifizierte Microsoft Office Versionen | 2013-2016                                | 2016 oder Office 356           |                   |
| Erscheinung der englischen Version       | 27. Juni 2018                            | 15. Juli 2019                  | 15. Juli 2020     |
|                                          |                                          |                                |                   |
| MP1                                      | 28. August 2018                          | 11. September 2019             |                   |
| MP2                                      | 5. Oktober 2018                          | 23. Oktober 2019               |                   |
| MP3                                      | 12. November 2018                        | 19. Dezember 2019              |                   |
| MP4                                      | 17. Dezember 2018                        | 13. Januar 2020                |                   |
| MP5                                      | 7. März 2019                             | 2. März 2020                   |                   |
| MP6                                      | 17. April 2019                           | 20. April 2020 (zurückgezogen) |                   |
| MP7                                      | 27. Mai 2019                             | 13. Mai 2020                   |                   |
| MP8                                      | 13. Juni 2019                            | 25. Juni 2020                  |                   |
| MP9                                      | 1. August 2019                           |                                |                   |
| MP10                                     | 20. September 2019                       |                                |                   |
| MP11                                     | 7. Februar 2020                          |                                |                   |
| MP12                                     |                                          |                                |                   |
| MP13                                     |                                          |                                |                   |
| MP14                                     |                                          |                                |                   |
| MP15                                     |                                          |                                |                   |
| Reales Support Ende                      | 7. Februar 2020                          |                                |                   |
|                                          |                                          |                                |                   |
| Offizielles Secondlevel Support Ende     | 27. September 2019                       | 31. Dezember 2020              | 31. Dezember 2021 |